# Zbyslavice
Zbyslavice är en ort i Tjeckien. Den ligger i den östra delen av landet, 260 km öster om huvudstaden Prag. Zbyslavice ligger 342 meter över havet och antalet invånare är 530.
Terrängen runt Zbyslavice är lite kuperad. Runt Zbyslavice är det ganska tätbefolkat, med 124 invånare per kvadratkilometer. Närmaste större samhälle är Ostrava, 15,2 km öster om Zbyslavice. Trakten runt Zbyslavice består till största delen av jordbruksmark.